# Arabella mutans
Arabella mutans är en ringmaskart som först beskrevs av Chamberlin 1919.  Arabella mutans ingår i släktet Arabella och familjen Oenonidae. Inga underarter finns listade i Catalogue of Life.